# 적수리 훈장

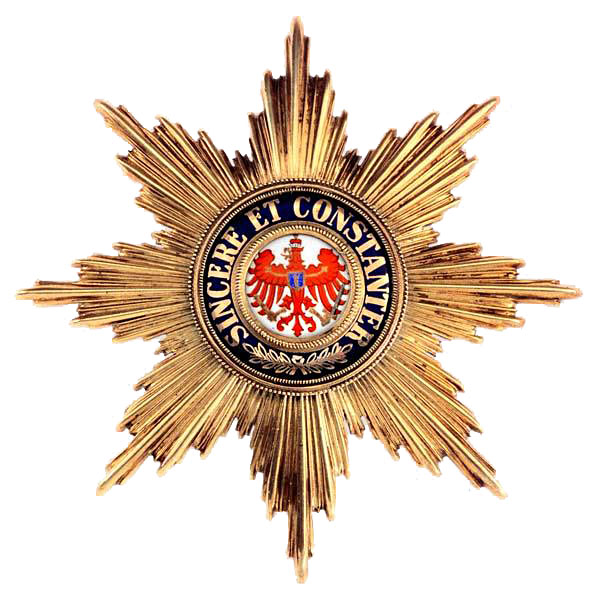

적수리 훈장(독일어: Roter Adlerorden)은 프로이센 왕국의 기사단 훈장 중 하나이다. 군사 및 민사 부문에 모두 수여되었다. 흑수리 훈장 다음가는 프로이센에서 격이 두 번째로 높은 훈장이다. 정식 적수리 훈장은 장교 및 그에 상응하는 문민에만 수여되었고, 부사관 및 병을 비롯한 하위 공무원들에게는 메달포장을 대신 수여했다.